# Powerset
Powerset è un'impresa con sede a San Francisco in California (USA), facente parte della Microsoft.
Lavora allo sviluppo di un motore di ricerca con il linguaggio naturale per internet.
L'intenzione è di competere con Google e Yahoo, il motore agirebbe tramite domande dell'utente anziché con parole chiave.
La sostanziale differenza tra Powerset e Google, per esempio, è che la domanda si formula normalmente (es: Chi è Barack Obama?), come se si stesse parlando con una persona, mentre con un tradizionale motore di ricerca i risultati di questa interrogazione sarebbero scarsi.